# Société française de mycologie médicale
La Société française de mycologie médicale (SFMM) est une société savante française fondée dans le but de promouvoir les connaissances et la recherche dans le domaine de la mycologie médicale, c’est-à-dire l’étude des champignons pathogènes chez l’humain et l'animal.
Elle regroupe des professionnels de santé, médecins biologistes médicaux, des chercheurs, des infectiologues, des vétérinaires, des pharmaciens, certains industriels, tous spécialisés dans le diagnostic, le traitement et la prévention des infections fongiques.

## Histoire
La SFMM a été fondée en 1956 à l’Institut Pasteur de Paris sous l’impulsion du professeur Joseph Magrou. Elle émerge d’un groupe de travail structurant la mycologie médicale française dans un contexte d’évolution des connaissances en microbiologie clinique et de la reconnaissance croissante de l’importance des infections causées par les champignons.

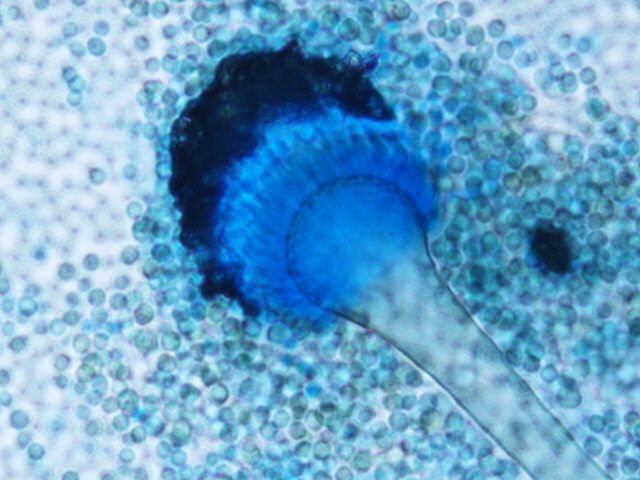
Observation microscopique d'une tête dAspergillus fumigatus (grossissement x400), moisissure pathogène responsable d'infection pulmonaire chez l'Homme et l'animal

Parmi la trentaine de membres fondateurs figurent notamment Édouard Drouhet, Gabriel Segretain et François Mariat. La société est officiellement lancée lors des premières journées nationales de mycologie médicale le 13 décembre 1956, présidées par le docteur Rivalier, successeur de Raymond Sabouraud à l’hôpital Saint-Louis, et premier président de la SFMM.

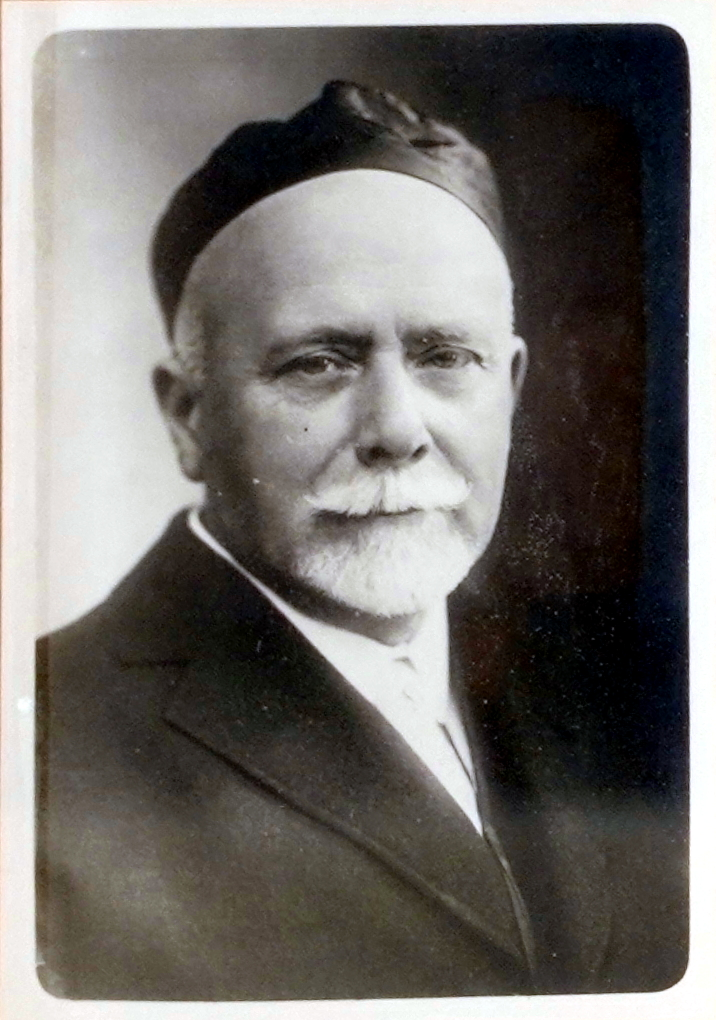
Portrait du Dr Raymond Sabouraud issu du Musée des Moulages de l'Hôpital Saint-Louis (réalisé dans les années 1930)

Depuis sa création, la SFMM joue un rôle-clé structurant dans la professionnalisation de la mycologie médicale l’harmonisation des pratiques, l’élaboration de recommandations diagnostiques et thérapeutiques, et le développement d’une expertise (inter-)nationale à propos des infections fongiques. Elle est également à l’origine de la rédaction de nombreux documents de consensus ou de sensibilisation en lien avec d’autres sociétés savantes,. Plus de soixante ans après sa création, la SFMM compte aujourd’hui plus de 230 membres.

## Gouvernance
La SFMM est dirigée par un bureau élu tous les quatre ans, composé d’un président, trois vice-présidents, un secrétaire général, un trésorier et un trésorier adjoint. Il est assisté par un conseil d’administration de 10 membres élus.
Le président actuel (mandat 2025–2029) est le professeur Guillaume Desoubeaux (CHU de Tours),. D’anciens présidents notables incluent : Bertrand Rivallier, Bertrand Dupont, Claude Guiguen, Jean-Pierre Gangneux, Françoise Botterel.

## Missions et actions
Les objectifs principaux de la SFMM sont :
- Promouvoir la mycologie médicale en France et à l’international ;
- Organiser des  journées thématiques et congrès scientifiques, notamment une fois par an lors de son événement national ;
- Diffuser des recommandations de bonnes pratiques (en lien avec la SPILF, SFM, société de dermatologie, etc.)[3],[7],[8];
- Soutenir la recherche via l’attribution de prix et de bourses ;
- Participer à la formation continue via webinaires, diplômes universitaires (DU) et conférences ;
- Contribuer à la veille épidémiologique et à l’identification des champignons émergents.

## Publications et collaborations
La SFMM publie le Journal of Medical Mycology, quatre fois par an. Ses membres publient également dans des revues comme Medical Mycology, Mycoses, Mycopathologia, The Lancet, J Clin Microbiol., ou Clinical Microbiology and Infection.
Elle collabore notamment avec :
- la Société française de microbiologie (SFM) ;
- la Société française d’hygiène hospitalière (SF2H) ;
- la Société de pathologie infectieuse de langue française (SPILF) ;
- la Société française de pharmacologie thérapeutique (SFPT) ;
- la European Confederation of Medical Mycology (ECMM)[10];
- l’International Society for Human and Animal Mycology (ISHAM);
- l'Institut Pasteur de Paris et le centre national de référence des mycoses et antifongiques (CNRMA)[11].

## Enseignement
La SFMM contribue à l’enseignement universitaire et post-universitaire : organisation de DU, sessions dans les congrès médicaux, création de référentiels pédagogiques en mycologie médicale, animation de wébinaires, ou participation à des podcasts,,.

Cours supérieure de mycologie médicale à l'institut Pasteur de Paris, dans le courant des années 1970.

## Rôle consultatif
Bien qu’elle n’ait pas de rôle réglementaire, la SFMM agit comme un organe d’expertise, notamment sur :
- les contaminations environnementales fongiques[16];
- l’aspergillose[17], les candidémies ;
- les infections fongiques superficielles, telles que les teignes ou les onychomycoses ;
- les infections fongiques rares ou émergentes ;
- la résistance aux antifongiques et antiseptiques.

La SFMM interagit avec les instances nationales comme Santé publique France (SpF) ou la Haute Autorités de Santé (HAS).